# Robotics Design
 (décembre 2016).
 (décembre 2016).
Robotics Design est une entreprise crée en 1997 et basée à Montréal. Elle construit et conçoit des robots modulaires tels que les robots mobiles, des robots manipulateurs et les bras manuels. C’est à cette entreprise que l’on doit en partie l’invention des stations d’ancrage de BIXI, le système public de vélo et du CDA (Conteneur Déployable Automatique) un conteneur à structure déployable rapide pour les habitations, les hôpitaux et autres immeubles. Robotics Design est une société privée basée à Montréal, Québec.

## Historique
Robotics Design a été fondé en 1997 par Charles Khairallah M.ing à la suite de son invention de la technologie ANAT. En 2000, Robotics Design Inc. a lancé sa première unité de l’AMI-100 qui fut vendu à l’université ETS pour des besoins de recherches. En 2003, Robotics Design Inc. est devenue membre des sociétés canadiennes de systèmes intelligents, publiée dans l’annuaire de PRECARN. En 2004, la ligne ANATROLLER des robots mobiles fut introduite au marché avec l’arrivée de ARI-100, et dès 2006, l’ARE-100 et l’ARI-50 faisaient partie de la liste des services. Plusieurs inventions sont signées Charles Khairallah, avec le lancement de BIXI en 2008, reconnue comme la 19e meilleure invention de l’an 2008 par Time magazine et lauréate du prix Gold Edison 2009 pour l’énergie durable.

## La technologie
Inventée en 1995 par Charles Khairallah, la technologie ANAT est responsable de la création de robots modulaires auto reconfigurés en utilisant des modules en forme de U et H qui sont nettement plus durables que les modules précédents en forme d’un L. Cette technologie innovatrice permet de créer des robots par le biais de modules identiques et connectés, tout en réduisant le coût de leur construction. Après avoir créé plusieurs familles de robots modulés, la technologie ANAT continue d’apporter des améliorations dans le domaine de la robotique, essentiellement au niveau de l’industrie,,; celle-ci a été nommée pour le prix Manning Innovation Awards 2010. Cette technologie est considérée comme le "Lego" industriel 